# Храм Артеміди у Герасі

Фронтальний вигляд Храму Артеміди (у передньому портику наразі не вистачає крайньої правої колони)

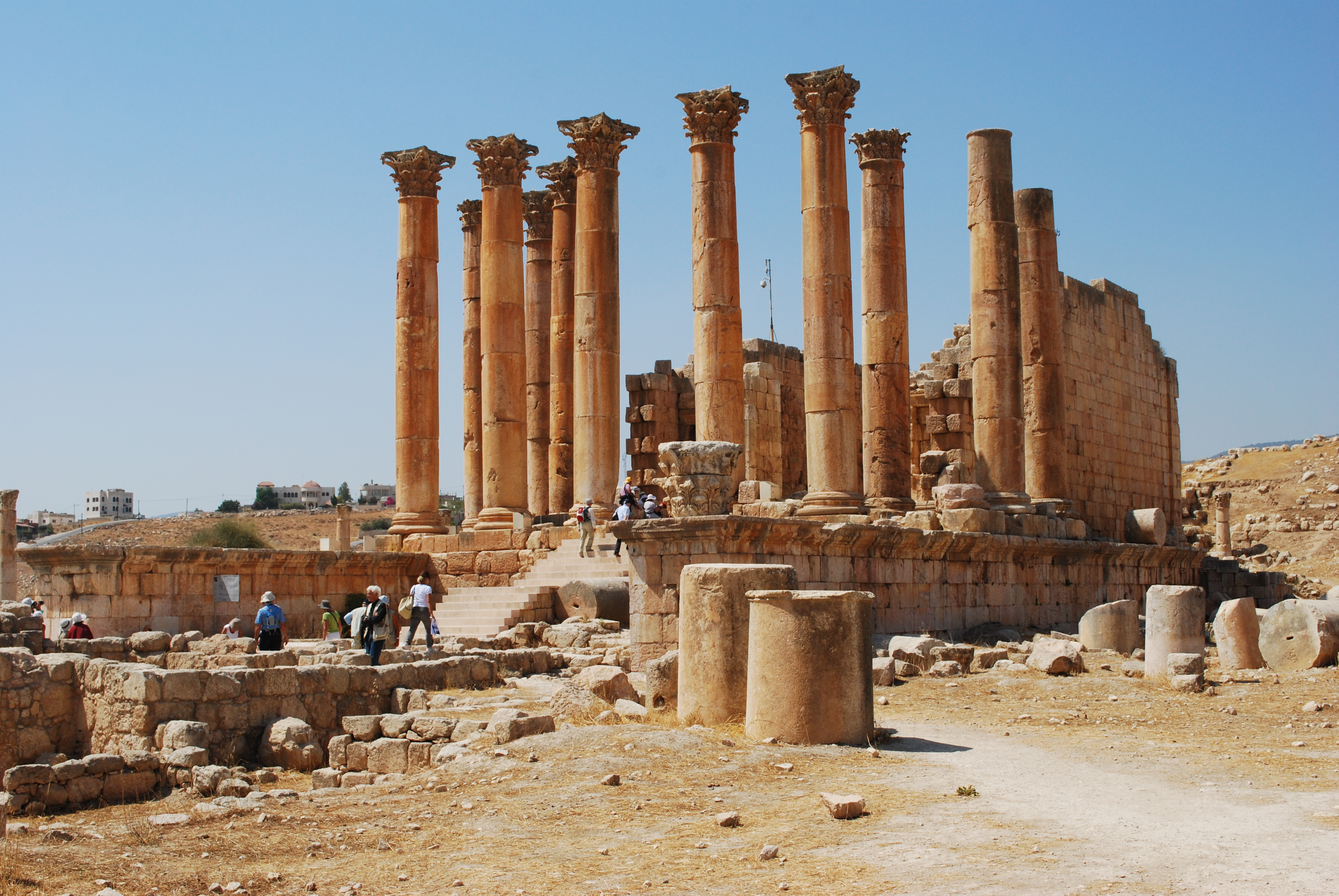
Вигляд з північного сходу, можна одночасно розгледіти всі 11 наявних нині колон (видно також базу щезлої колони))

Храм Артеміди у Герасі — монументальна споруда античного міста Гераса, котре передувало сучасному Джерашу (лежить за три з половиною десятки кілометрів на північ від столиці Йорданії Аммана). Складова частина грандіозного комплексу руїн Гераси.

## Храм Артеміди
Храм Артеміди підносився на пагорбі у західній частині міста, а територія святилища досягала кардо  (головна вулиця напрямку північ-південь у містах римської імперії). Зі східної частини Гераси через північний міст (наразі майже повністю зруйнований) до храму вела священна дорога, котрою колись прямували релігійні процесії. В місці її перетину з кардо облаштували ще одну монументальну споруду — пишні пропілеї. Піднявшись від останніх на 14 метрів по сходах відвідувачі потрапляли на проміжний двір з відкритим олтарем (місцем для жертвоприношень). Звідси далі вверх вели ще одні сходи шириною 105 метрів, що практично відповідало ширині всього храмового комплексу. Вони складались із трьох розділених майданчиками прольотів, котрі забезпечували загальний підйом ще на 7 метрів. Після сходів відвідувач опинявся перед стіною, яка огороджувала храмовий двір (теменос) зі сходу — наразі її не існує, проте у стародавні часи вона закривала вигляд на сам храм. Із зовнішньої сторони стіни (за десять метрів перед нею у бік пропілеїв) колись тягнулась колонада із двадцяти двох колон коринфського ордеру, від якої залишилося тільки кілька елементів (ліворуч від сходів, якщо дивитись на храм).

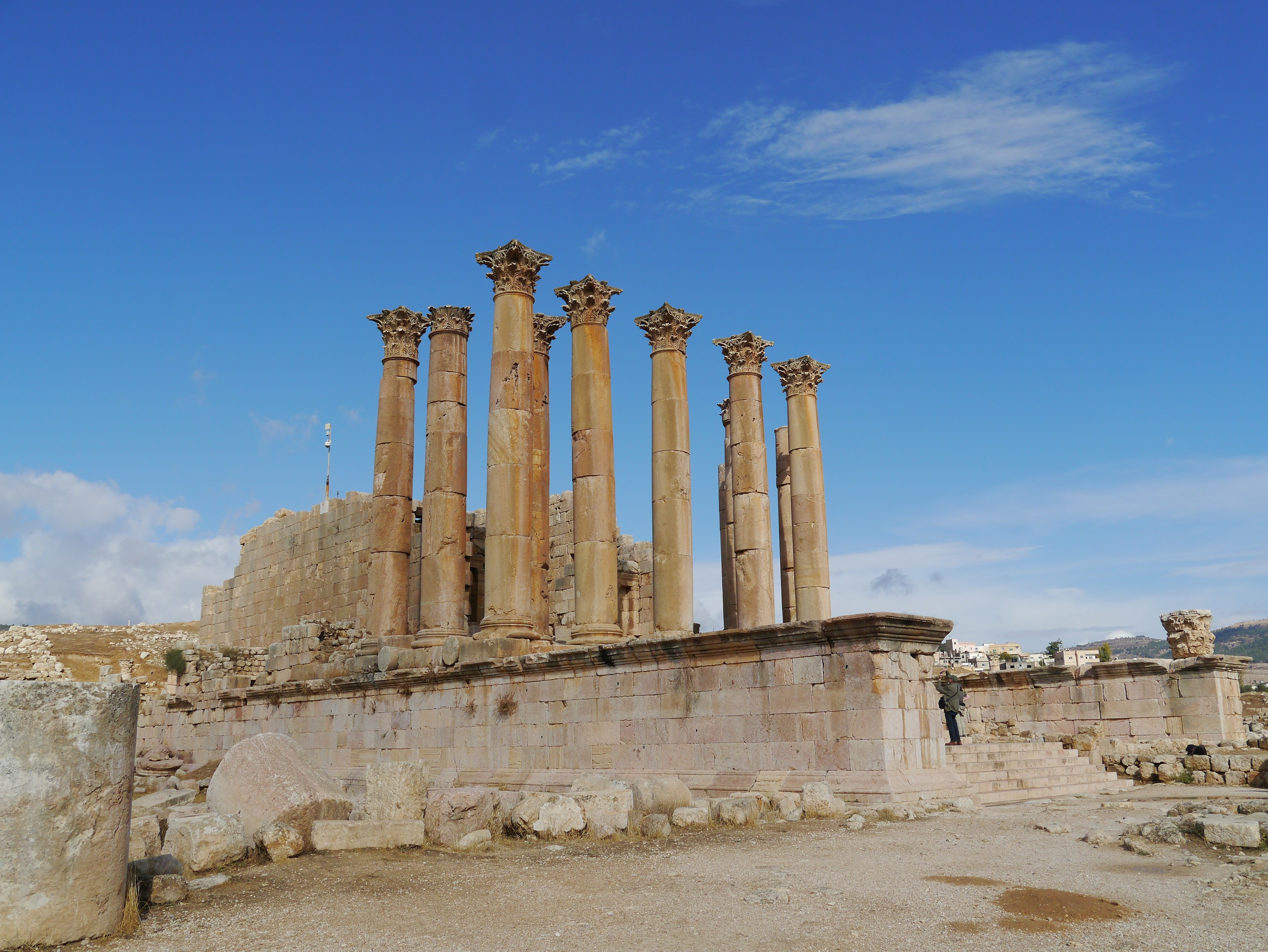
Вид на храм з південного сходу

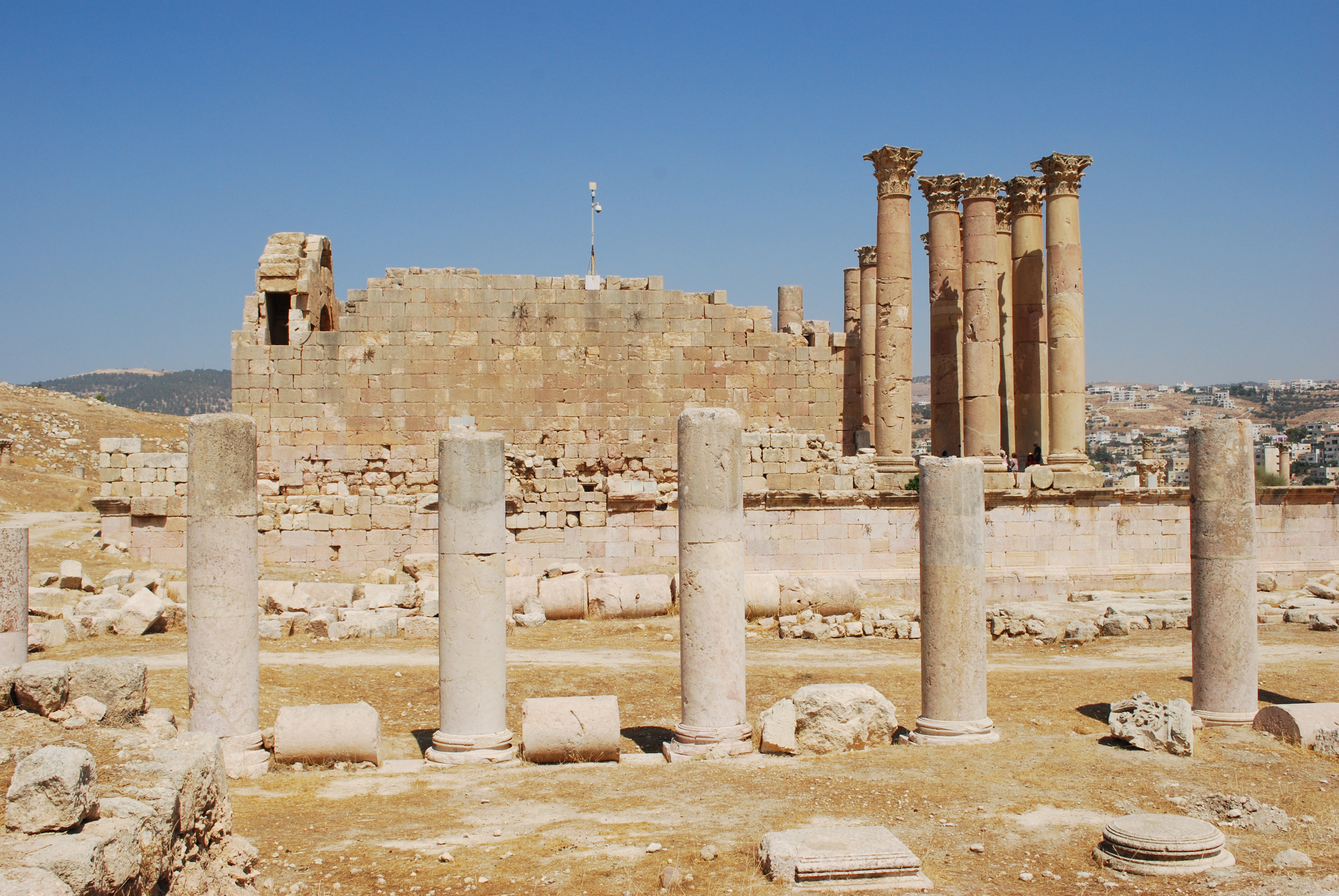
Вид на храм з півдня. На передньому плані нижні частини бічного портику теменоса

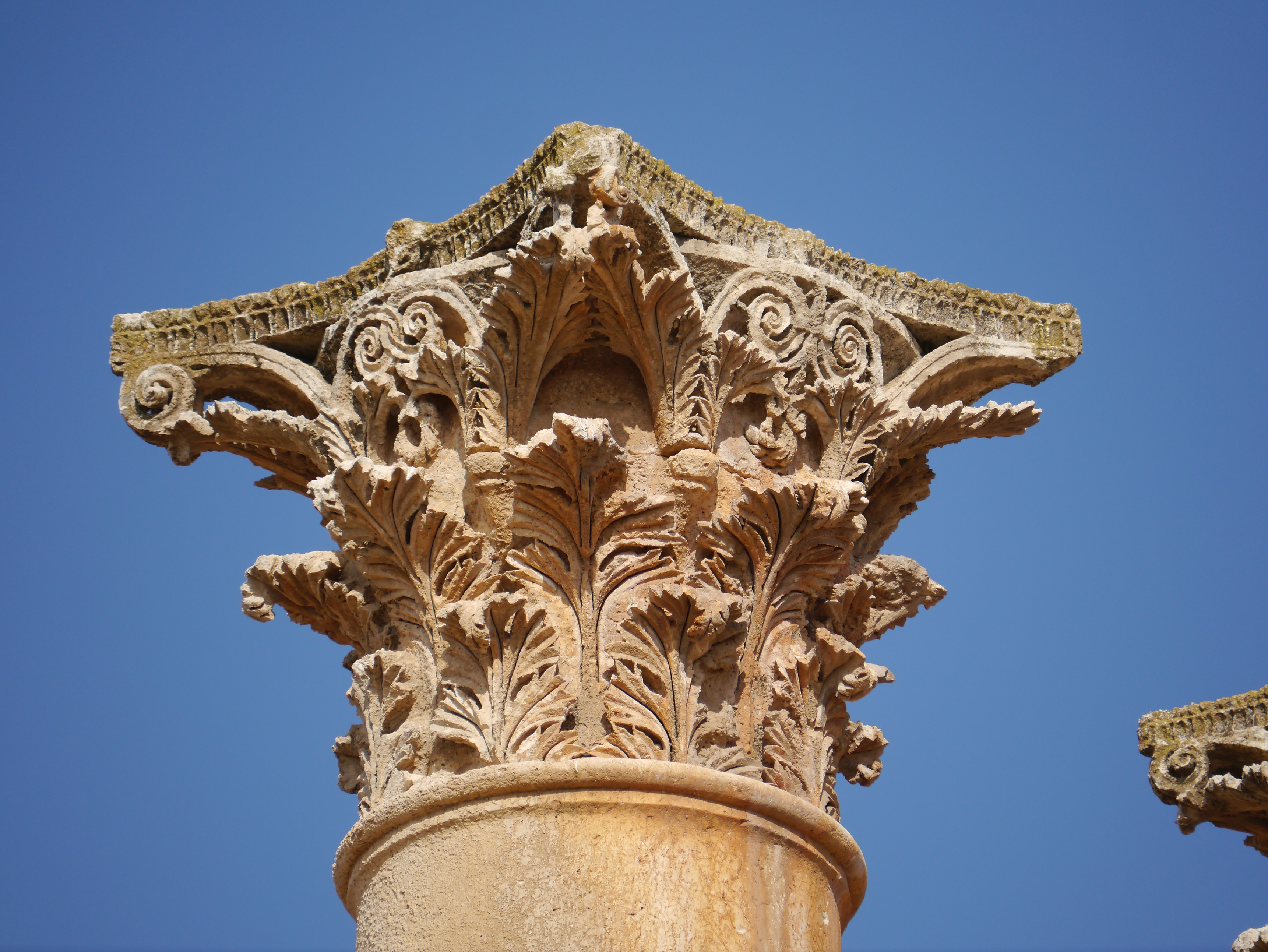
Капітель колони храму

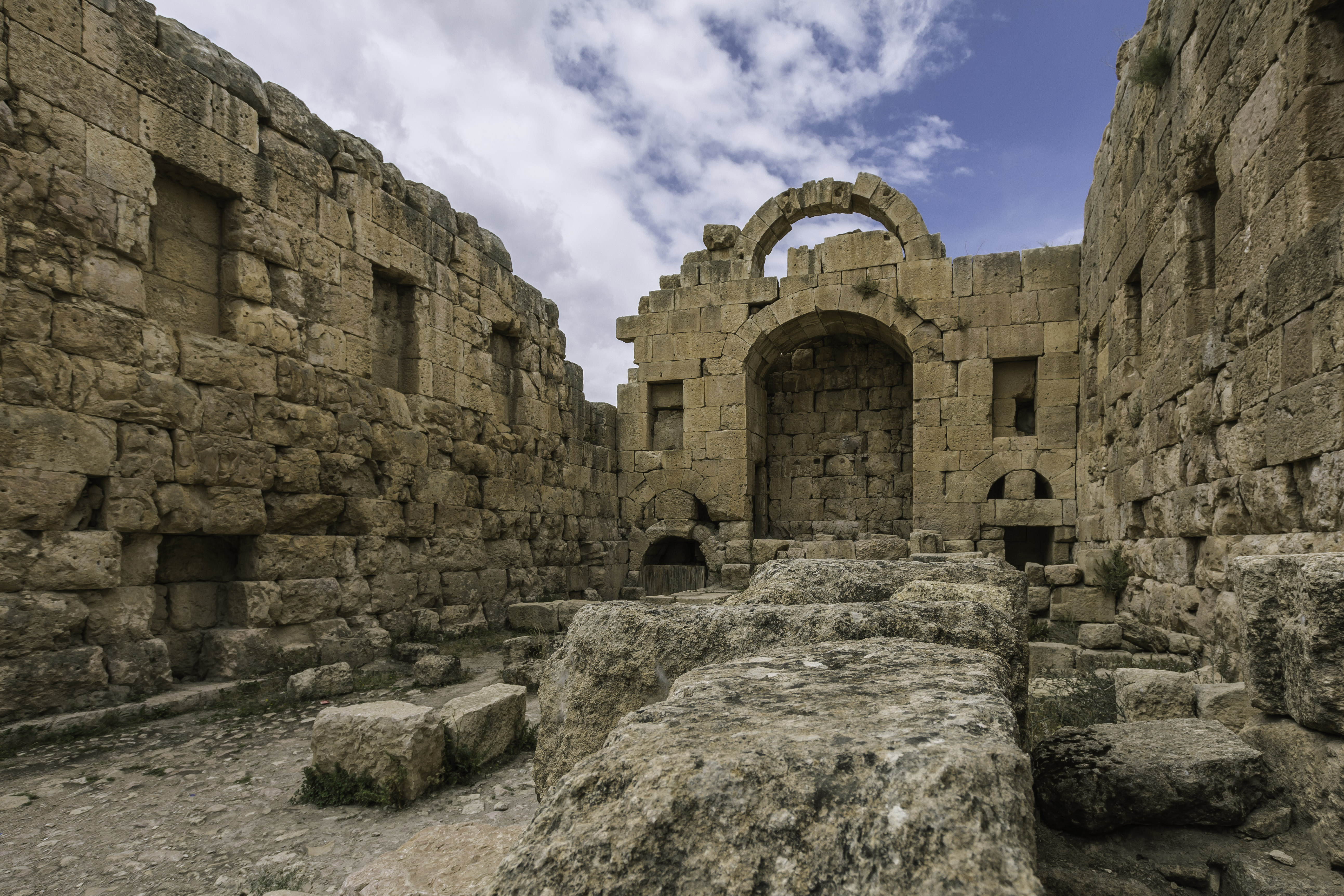
Внутрішній простір цели храму

Кілька дверей вели через східну стіну до прямокутного теменосу, котрий мав ширину 121 метр та глибину 161 метр. З усіх боків його оточували портики, при цьому зі сходу та заходу вони налічували 22 та 24 колони, тоді як дві інші сторони прикрашали по 34 колони. У кутах (в місцях з’єднання колонад) знаходились пірси складної форми. На сьогодні найкраще збереглась південна колонада теменосу.
У центрі двору розташований храм з подіумом розмірами 22,6х40,1 метр та висотою 4,3 метра. Від подіуму уперед виступають дві стіни довжиною по 13,8 метра, між якими знаходяться сходи. Таким чином, доступ на подіум облаштували лише з фасадної сторони, що відповідає римській архітектурній традиції. В той же час, центральне приміщення є меншим від подіуму та повинне було бути оточене перистильною колонадою з усіх боків, як то робили у Греції. Втім, храм так і не добудували в повному обсязі, так що його колонада обмежувалась подвійним портиком на фасаді. У першому ряду розташовувалось шість колонн (гексастильний храм), тоді як наступний мав лише чотири за рахунок вилучення двох центральних. Всього, з урахуванням ще двох колон на бічних сторонах, встановили 12 колон, з яких наразі збереглося 11 (у випадку завершення перистилю знадобились би ще 20). Колони мали висоту 13 метрів, діаметр 1,5 метра та завершувались чудовими коринфськими капітелями.
Целла (центральне приміщення) храму має розміри 13,4х24,2 метра, а доступ до неї відбувався через прохід шириною 5 метрів, висотою 9 метрів та глибиною 3,3 метра. Колись вона була облицьована мармуровими плитками, отвори для кріплення яких видно на стінах целли. У подіумі знаходиться цілий ряд приміщень, котрі колись використовувались для зберігання храмового майна.
Із реконструкцією вигляду храмового комплексу Артеміди можливо ознайомитись на цьому відео [Архівовано 7 серпня 2019 у Wayback Machine.].

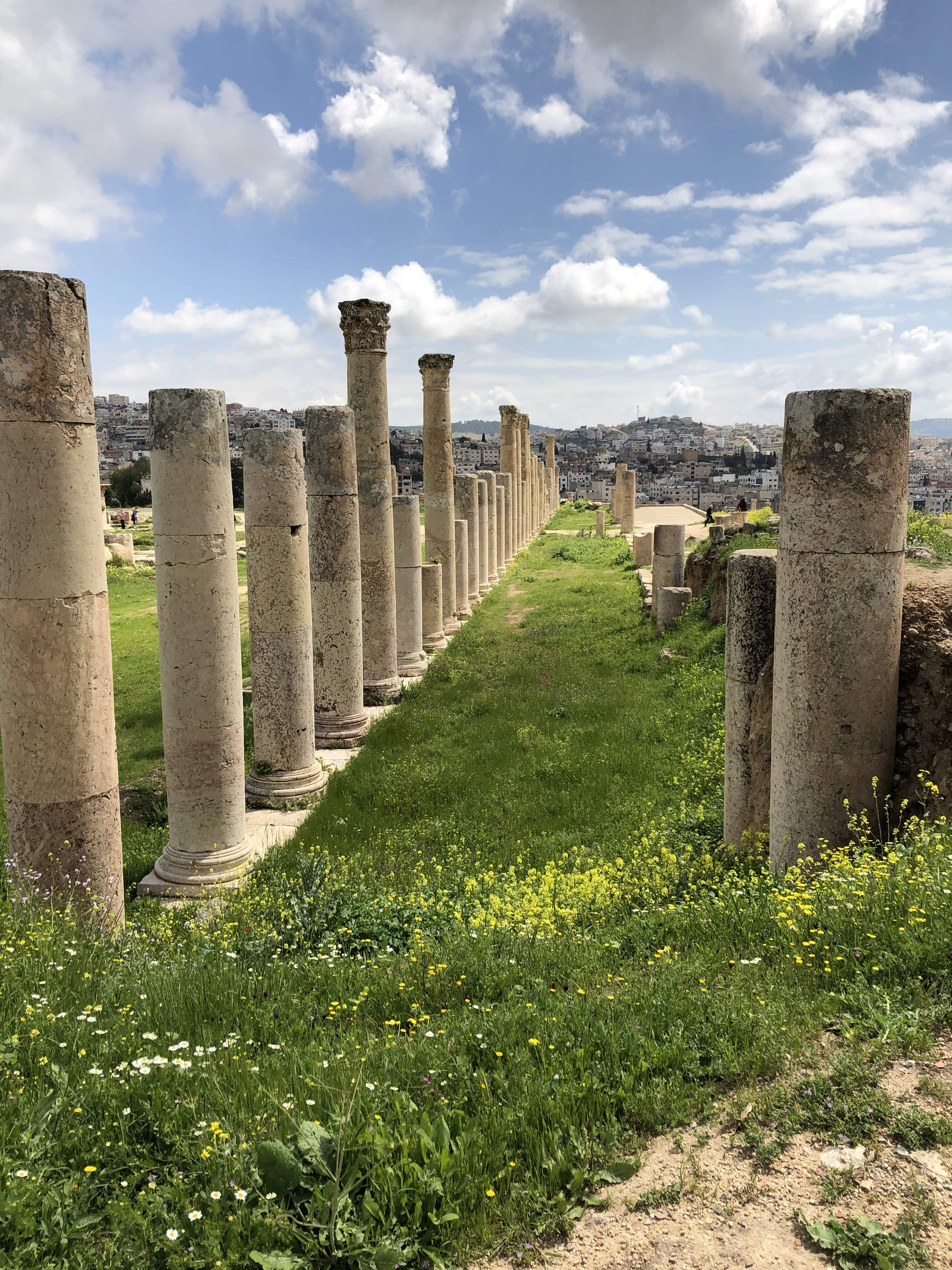
Південний портик теменосу

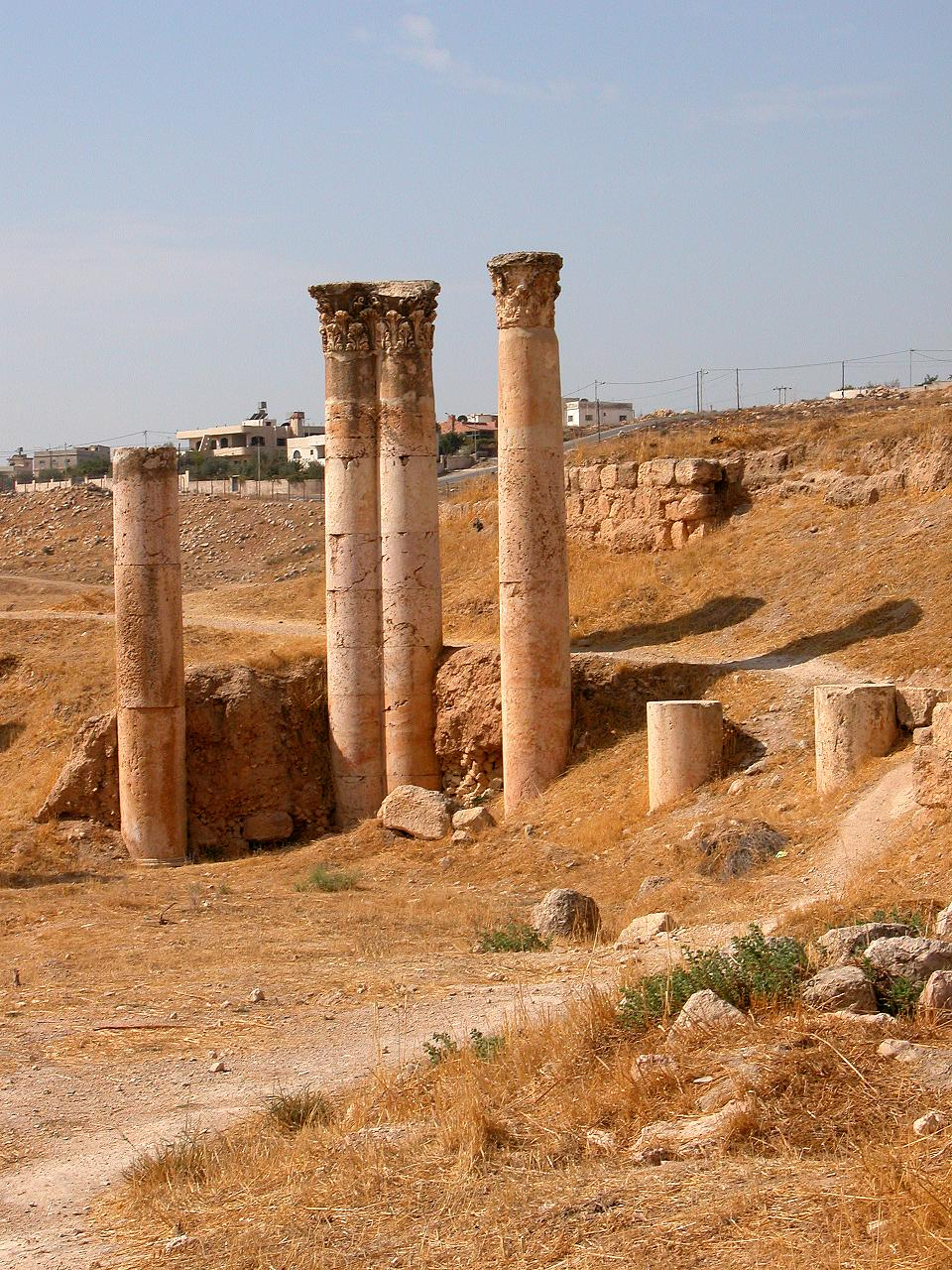
Кутовий пірс в місці з’єднання двох портиків теменосу

У візантійський та омеядський період теменос використовували для розміщення гончарних майстерень, до яких відносяться розташовані перед храмом кілька печей. А в південній частині тераси з олтарем звели невелику християнську церкву. На початку 12 століття храм перетворили на фортецю, котра у 1121 році була захоплена військами єрусалимського короля Балдуїна ІІ. Під час взяття будівлю сильно пошкодили та на ній залишились сліди великої пожежі.

## Культ Артеміди у Герасі
Особливістю Гераси була наявність одразу двох головних святилищ – окрім храмового ансамблю Артеміди її мешканці звели величний комплекс на честь Зевсу, причому жоден з них не мав явної переваги. Припускають, що така ситуація засвідчує наявність у місті двох суттєво відмінних основних груп населення, котрі з’явились внаслідок еллінізації семітського поселення. Іменем Артеміди при цьому назвали якусь місцеву богиню, функції котрої найбільше збігалися з якостями грецької богині того ж імені (за цим же механізмом колись виникла славнозвісна малоазійська Артеміда Ефеська, з її вельми нетиповим для еллінів зовнішнім виглядом). 

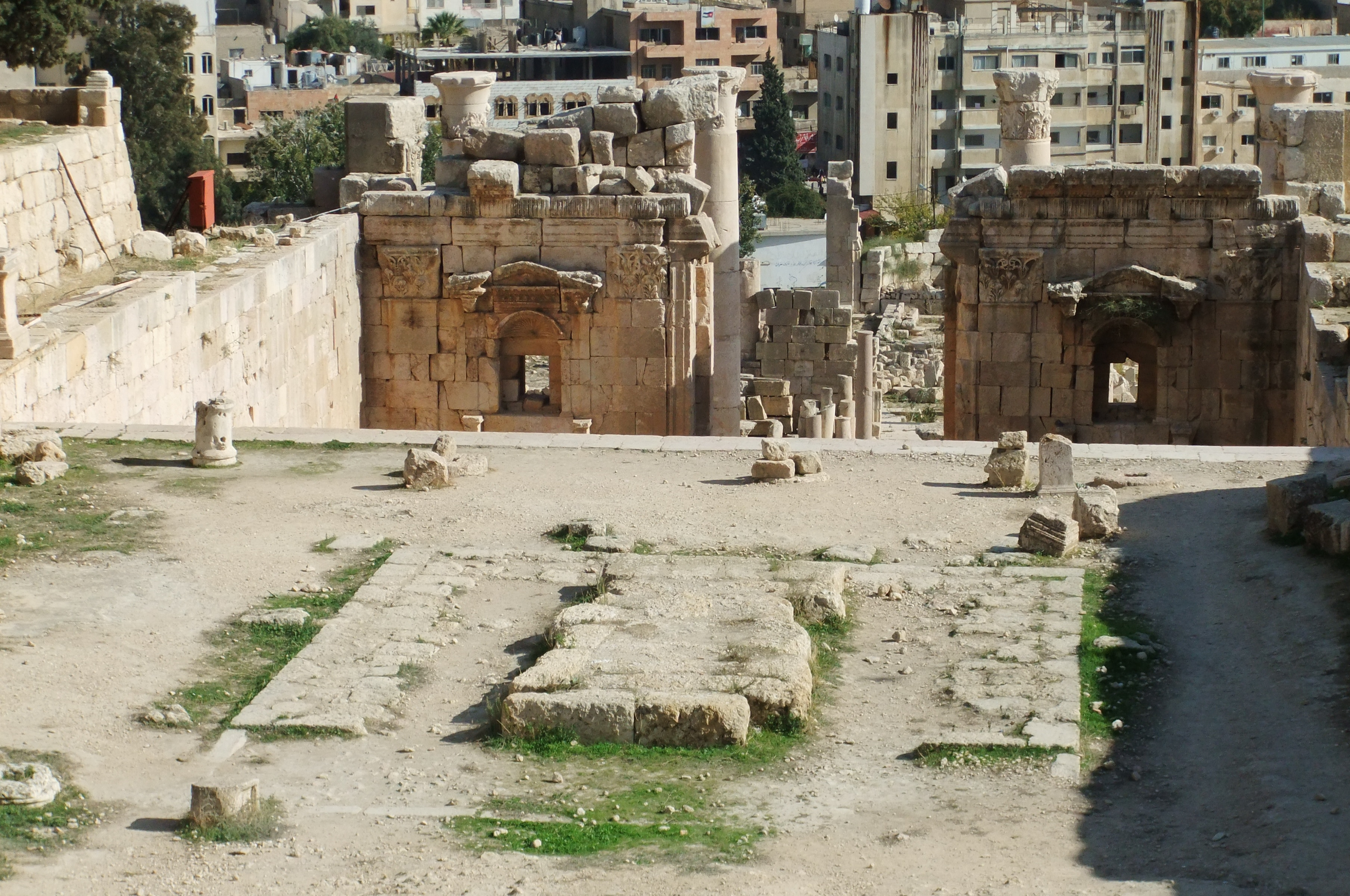
Залишки олтаря на проміжному майданчику між пропілеями (споруда на задньому плані) та теменосом. Майданчик з олтарем наразі лише частково розкопаний

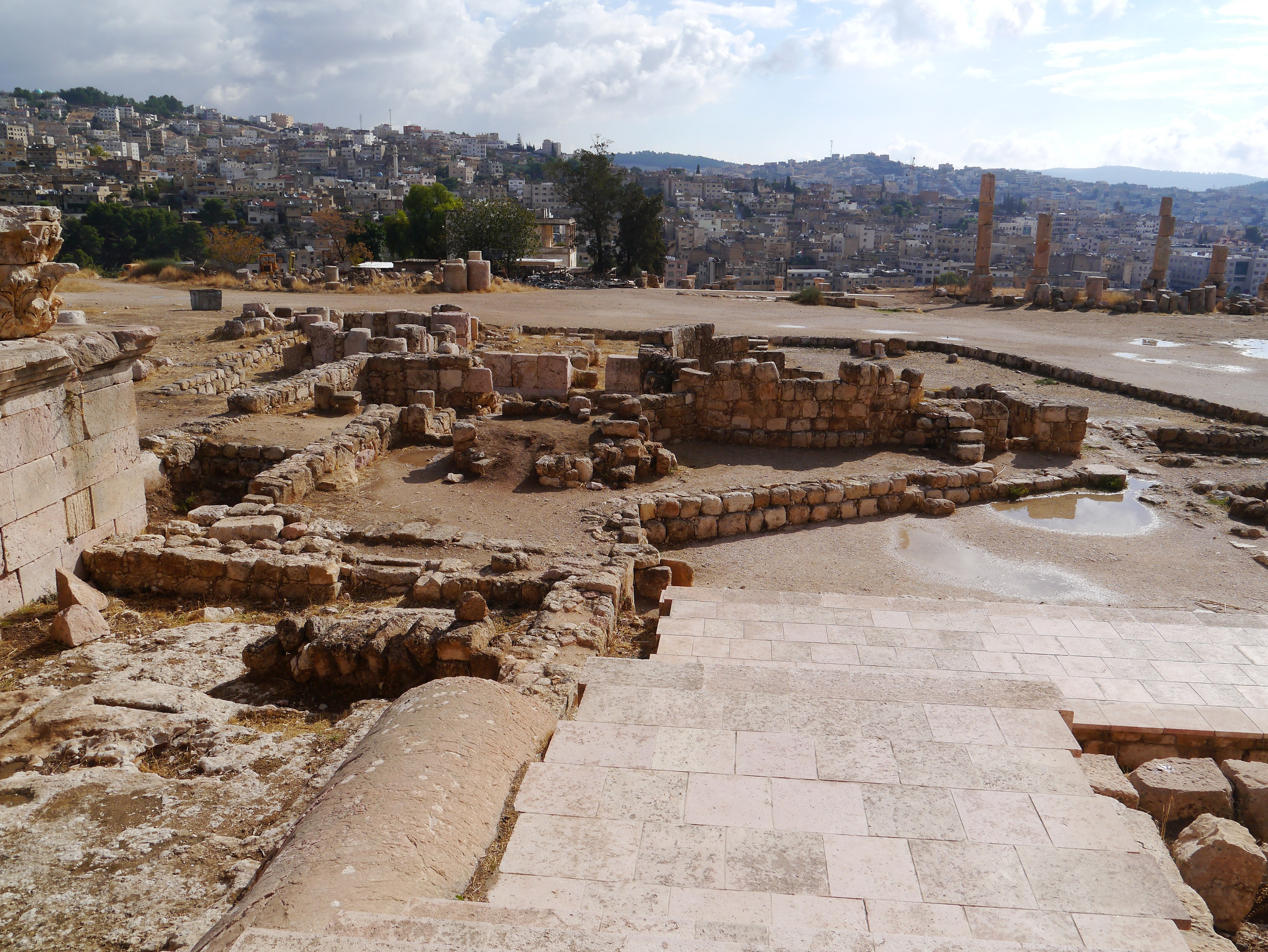
Залишки споруд візантійського та омеядського періоду у теменосі

На користь наведеного вище твердження свідчить пошановування Артеміди як богині Тіхе, котра виконувала у греків функцію покровительки міст. Цим же, ймовірно, займалась місцева богиня, яку спершу інтерпретували під іменем Артеміди, а потім, для пояснення всього комплексу здатностей, також ототожнили з Тіхе. Про такий синкретичний характер богині свідчить зазначене на монетах титулування «Артеміда, Тіхе Гераси», котре є абсолютно нехарактерним для греків. Також показове зазначення у цій формулі саме семітської назви міста, адже одночасно карбувались монети із елліністичною формулою «Антиохія-на-Хрисорроасі, колишня Гераса». При цьому на останніх була присутня Тіхе, зображена у відповідності до грецької традиції – з рогом достатку та короною, чого не дотримувались на монетах з Артемідою-Тіхе. 
Іншим свідченням семітського походження культу герасенської Артеміди є додавання до її імені епітетів, котрі на Близькому Сході були властиві місцевим богам – Thea Patroa, Kyria, Thea, Kyria Urania. Нарешті, окремі дослідники вбачають у знахідках з Гераси (теракотових табличках, скульптурах, написах) натяк на існування у Артеміди чоловіка-сонячного бога, що також є невластивим для грецької богині.

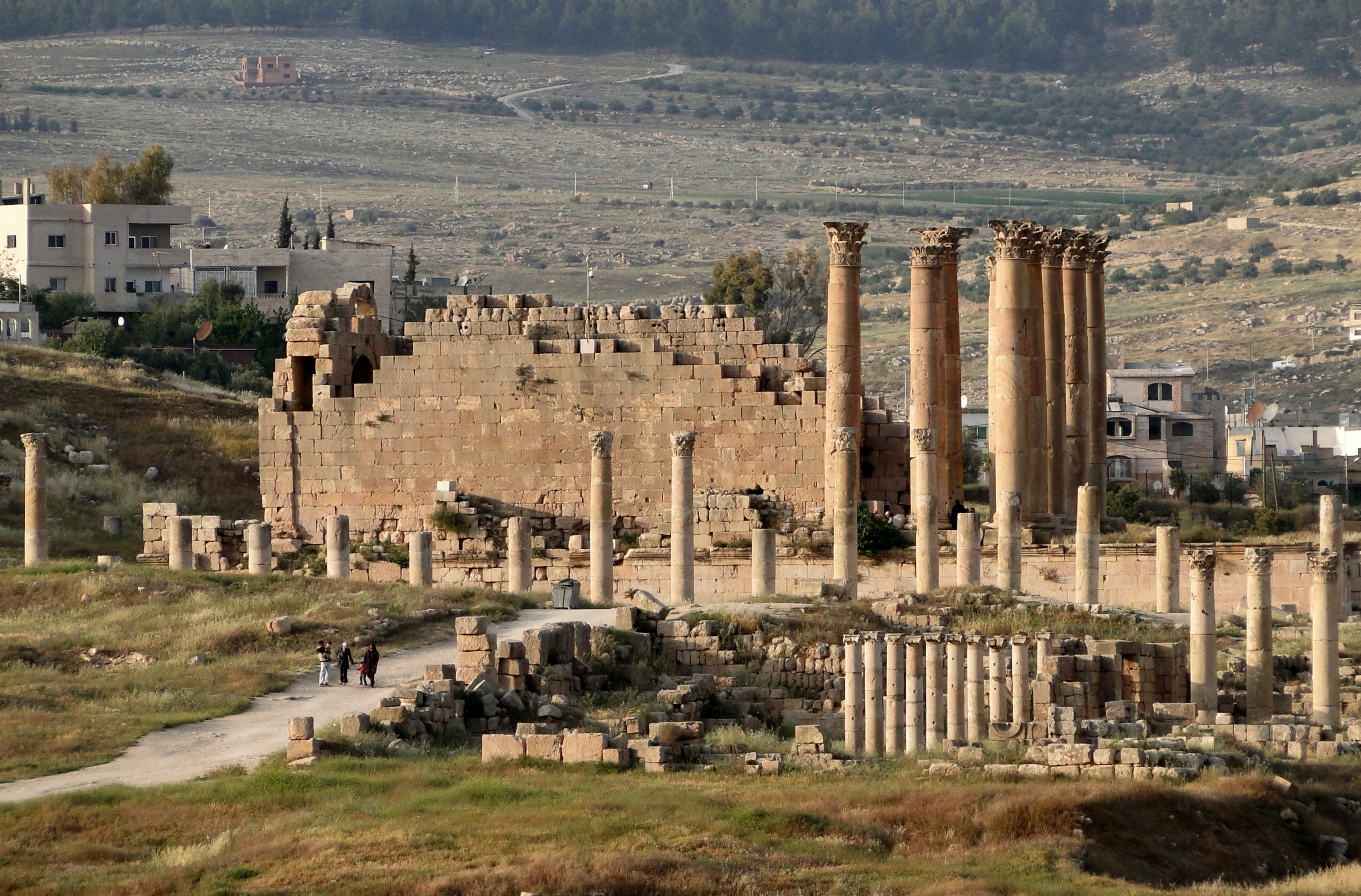
Вид храму та південного портику теменосу із району Південного театру Гераси (справа на передньому плані колони візантійської церкви)

За думкою археологів, суперництво елліністичної та семітської громад знайшло своє відбиття у хронології зведення двох святилищ. Так, спершу з’явився храм Зевса. У середині другого століття почалась масштабна розбудова комплексу Артеміди — в 150 році н. е. звели пропілеї, а біля 163-го завершили храм. На це прихильники Зевса відповіли масштабною реконструкцією, під час якої з’явився існуючий дотепер перистильний храм (також біля 163 року н. е.). 
Вважається, що в підсумку перевагу в Герасі отримали прихильники Артеміди (або суперництво щонайменше стихло). Так, монети з часів імператора Елагабала (після якого місто більше не карбувало власних грошей) засвідчують зміну формули — разом із тим же зображенням, де раніше згадувалась Антиохія-на-Хрисорроасі, тепер почали зазначати «Тіхе Гераси».